# Thinodromus dilatatus
Thinodromus dilatatus är en skalbaggsart som först beskrevs av Wilhelm Ferdinand Erichson 1839.  Thinodromus dilatatus ingår i släktet Thinodromus och familjen kortvingar. Inga underarter finns listade i Catalogue of Life.